# Федосьино (Ленинградская область)
Федо́сьино — деревня в Лисинском сельском поселении Тосненского района Ленинградской области.

## История
ФЕДОСИНО (ВАСИЛЬЕВСКОЕ) — деревня при реке Тосне, Федосинского сельского общества, прихода села Марьина.

Дворов крестьянских — 16. Строений — 97, в том числе жилых — 32.

Число жителей по семейным спискам 1879 г.: 55 м. п., 63 ж. п.; по приходским сведениям 1879 г.: 51 м. п., 61 ж. п. 
 
Мелочная лавка. (1884 год)

ФЕДОСИНА — деревня бывшая владельческая при реке Тосна. Дворов — 16, жителей — 118. Лавка. (1885 год)

В конце XIX — начале XX века деревня административно относилась к Марьинской волости 1-го стана 1-го земского участка Новгородского уезда Новгородской губернии.

ФИДОСИНО — деревня Федосинского сельского общества, дворов — 22, жилых домов — 18, число жителей: 47 м. п., 59 ж. п. 

Занятия жителей — земледелие, отхожие промыслы, выпас телят. Часовня, хлебозапасный магазин, мелочная лавка. (1907 год)

В 1913 году деревня Федосьино насчитывала 22 крестьянских двора.
С 1917 по 1927 год деревня Федосьино входила в состав Любанской волости Новгородского уезда Новгородской губернии.
С 1927 года в составе Федосьинского сельсовета Любанского района. 
В 1928 году население деревни Федосьино составляло 133 человека.
С 1930 года в составе Тосненского района.
По данным 1933 года деревня Федосьино являлась административным центром Федосьинского сельсовета Тосненского района, в который входили 3 населённых пункта: деревни Глубочка, Гуммолова и Федосьино, общей численностью населения 545 человек.
По данным 1936 года в состав Федосьинского сельсовета входили 3 населённых пункта, 89 хозяйств и 3 колхоза.

Деревня Федосьино на карте 1937 года

Согласно топографической карте 1937 года деревня насчитывала 21 крестьянский двор, в деревне находилась школа, сельсовет и брод через реку Тосна.
Деревня была освобождена от немецко-фашистских оккупантов 30 января 1944 года.
С 1945 года в составе Каменского сельсовета.
В 1965 году население деревни Федосьино составляло 15 человек.
По данным 1966 и 1973 годов деревня Федосьино также находилась в составе Каменского сельсовета.
По данным 1990 года деревня Федосьино находилась в составе Лисинского сельсовета.
В 1997 году в деревне Федосьино Лисинской волости не было постоянного населения, в 2002 году проживали 2 человека (все русские).
В 2007 году в деревне Федосьино Лисинского СП проживал 1 человек.

## География
Деревня расположена в юго-западной части района на автодороге 41К-882 (Ушаки — Гуммолово), к юго-востоку от центра поселения — посёлка Лисино-Корпус.
Расстояние до административного центра поселения — 20 км.
Расстояние до ближайшей железнодорожной платформы Кастенская — 6 км.
Деревня находится на реке Тосна.

## Демография
| 1862 | 2007 | 2010 | 2017 |
| ---- | ---- | ---- | ---- |
| 51   | ↘1   | ↘0   | ↗1   |